# Kámišlí
Kámišlí (arabsky القامشلي‎) je město na severovýchodě Sýrie u hranice s Tureckem, které sousedí s tureckým městem Nusaybin. Leží na řece Jaghjagh na severovýchodu Sýrie. V roce 2004 mělo 184 231 obyvatel.
Město bylo původně malá vesnice, kterou Asyřané nazývali beṯ zálin (ܒܝܬ ܙܐܠܝ̈ܢ) – „dům rákosu“. Současný název je poturčená podoba tohoto jména – kamış znamená turecky „rákos“.